# Родственные слова в русском и персидском языках
Родственные слова в русском и персидском языках —  слова общего происхождения в русском и персидском языке, восходящие к одному источнику, а также заимствованные слова.

## Степень изученности данной проблемы
Русский и персидский язык относятся к индоевропейской языковой семье; оба они также принадлежат к большой группе индоевропейских языков «сатем», а значит, имеют между собой несколько больше общих черт, чем языки группы «кентум» (германские, романские и кельтские). Несмотря на то, что прошло уже несколько тысячелетий после распада индоевропейской общности, русский и персидский языки до сих пор хранят некоторые черты, либо унаследованные от общего предка, либо возникшие в результате более поздних языковых контактов. Интерес к изучению персидско-русских (и шире — ирано-славянских) языковых отношений появился у европейских учёных достаточно давно и берёт начало в XIX в. Среди отечественных исследователей, занимавшихся этой проблематикой, следует назвать А. А. Зализняка, В. И. Абаева, В. Н. Топорова, О. Н. Трубачева, Д. И. Эдельман, Х. Бирнбаума. Они посвящены изучению как генетического родства этих языков, так и заимствованных элементов. В частности, было доказано, что общее праязыковое состояние иранских языков оказалось гораздо более архаичным, чем это наблюдается для авестийского и древнеперсидского языков, что задало иные ориентиры для сравнения иранских и славянских языков. Кроме того, было установлено, что, несмотря на колоссальные фонетические и семантические изменения, произошедшие со времени разделения индоиранских и балто-славянских языков, в языках-потомках, в частности в современном русском и современном персидском, вплоть до сегодняшнего дня сохранились корни общего происхождения с одинаковым или изменённым значением, которые являются частью базовой, активно употребляющейся лексики (хотя они в настоящее время, как правило, совершенно не похожи, но по фонетическим законам перехода одних звуков в другие их можно возвести к общей реконструируемой форме, существовавшей ещё в индоевропейском языке).

## Слова общего происхождения
К словам общего происхождения можно отнести, например: перс. дāнестан (знать) — рус. знать (родственны корни «дāн» - «зна» из индоевропейского *ĝen; *ĝnē; *ĝno “знать”); перс. хашт и рус. восемь (родственны корни «хашт» и «восемь» из индоевропейского *oḱtō(u), откуда авест. аštāu); перс. дах (десять) — рус. десять (родственны корни «дах» - «дес» из индоевропейского deḱm-t “десять, десяток”); перс. āсмāн (небо) и рус. камень (родственны корни «āс» и «ка» - от индоевропейского корня *аk; *ok “острый, остроконечный”); классич. перс. меш (овца) и рус. мех (из индоевропейского *moiso- “баран, овца; кожа, шкура”); перс. хāхар (сестра) и рус. сестра (из индоевр. *súesor- “сестра”); перс. Ки (кто) и рус. кто (родственны корни «ки» и «к»; из индоевр.: *kwo; kwe — вопросительное местоимение), и т. д.

## Заимствования
В результате ирано-славянских (а позднее — персидско-русских) языковых контактов в обоих языках появились и достаточно многочисленные заимствованные лексические элементы. Поскольку их заимствование по историческим меркам произошло гораздо позже распада языков группы «сатем», а значит, гораздо ближе к нашему времени, они остаются до сих пор в значительной части очень похожи. Например, к наиболее ранним иранским заимствованиям в русском языке можно отнести перс. саг и рус. собака (считается заимствованным из древнеиранского *spaka); рус. хата, заимствованное из древнеиранского kata (комната, кладовая, погреб), откуда современное персидское каде «дом» (напр., в слове дāнешкаде «факультет», букв.: «дом знаний»). Другие древние иранские заимствования включают в себя предположительно такие чрезвычайно употребительные и в современном русском языке слова, как: бог, рай, топор, чертог, хмель. Без всех этих ранних иранских заимствований современный русский язык просто немыслим. Более поздние заимствования в русском из персидского, имевшие место в Средние века и Новое время, включают в себя заметное количество слов, которые даже не воспринимаются в качестве иностранных. Многие из них проникли в результате российско-иранских торговых контактов, а некоторые — через посредство тюркских или западноевропейских языков. Это слова: алыча, амбар, арбуз, аршин, бадья, базар, бахча, диван, жасмин, инжир, кафтан, кишмиш, кунжут, сарай, чемодан, шафран ... Заимствования проникали и в персидский язык из русского; особенно интенсивно этот процесс шёл в XIX в. благодаря активному экономическому, политическому и культурному взаимодействию России и Ирана. Например: зāпāс - «запас», бошке - «бочка» (от рус. бочка), пирāшки - «пирожок» (от рус. пирожки), сохāри - «сухарь» (от рус. сухари).